# Lozanne
Lozanne es una comuna francesa situada en el departamento de Ródano, de la región de Auvernia-Ródano-Alpes. Pertenece a la comunidad de comunas Beaujolais-Pierres Dorées.

## Geografía
Está situada a 15 kilómetros en el noroeste de Lyon.

## Demografía
| 780 | 896 | 1 347 | 1 704 | 1 645 | 2 157 | 2 282 | 2 611 |
| Para los censos de 1962 a 1999 la población legal corresponde a la población sin duplicidades (Fuente: INSEE [Consultar]) |     |       |       |       |       |       |       |